# Jesse Fuller
Jesse „Lone Cat“ Fuller (* 12. März 1896 in Jonesboro nahe Atlanta, Georgia, USA; † 29. Januar 1976 in Oakland, Kalifornien) war ein afroamerikanischer Blues-Musiker.
Jesse Fuller ist vor allem durch seinen Song San Francisco Bay Blues bekannt geworden, der von einer großen Anzahl von Musikern nachgespielt wurde, so u. a. von The Blues Band, Eric Clapton (auf dem Album Unplugged), Bob Dylan, Ramblin’ Jack Elliott, Richie Havens, Hot Tuna, Janis Joplin, Mungo Jerry und Peter, Paul & Mary. Auch die Grateful Dead coverten einige seiner Stücke. Der erste Song auf Bob Dylans erster, 1962 erschienener LP ist Jesse Fullers Song „You’re No Good“.
Weil er gleichzeitig 12-saitige Gitarre, Mundharmonika bzw. Kazoo, Hi-Hat und ein selbst gebautes Bass-Instrument, die 'Fotdella', spielte, wurde er auch als Ein-Mann-Band ('one-man-band') bezeichnet.
Erst im Jahre 1955 ist seine erste, 1954 aufgenommene Schallplatte herausgegeben worden, eine 10-Inch-LP auf dem Label 'World Song'. Es folgten Aufnahmen für diverse Firmen wie Good Time Jazz, Prestige, Bluesville, Folk Lyric, Topic, Fontana und Arhoolie. In den 1960er und Anfang der 1970er Jahre machte er ausgedehnte Tourneen. Er spielte auf dem 1964 Newport Folk Festival, in Europa, und war regelmäßig in Colleges, Kaffeehäusern und anderen Szene-Auftrittsorten zu sehen. Zu seinem Repertoire gehörten nicht nur Bluesstücke, sondern auch traditionelle Folksongs, Ragtimenummern und religiöse Lieder.